# Estación de Porte de Versailles
La estación de Porte de Versailles, de su nombre completo Porte de Versailles - Parc des Expositions de Paris, es una estación del metro de París situada al sur de la capital, en el XV Distrito. Forma parte de la línea 12. Ofrece una conexión con las líneas 2 y  3 del tranvía. 

## Historia
La estación fue inaugurada el 5 de noviembre de 1910 como parte del tramo inicial de la línea A de la compañía Nord-Sud, la actual línea 12. En 1930, en previsión de la prolongación de la línea hacia el sur la estación fue desplazada. Se construyeron nuevas vías y se aprovecharon los antiguos andenes para crear zonas de garaje.
La estación ha sido el escenario de dos accidentes. Uno el 23 de abril de 1930, cuando el choque de dos trenes se saldó con la muerte de dos personas y otro el 10 de enero de 1963, cuando otro accidente de similares características causó 40 heridos de diversa consideración.
A finales de 2006, fue conectada con la línea 2 el renacido tranvía parisino. La prolongación de la línea 3 del tranvía llegaría a finales de 2009.
La estación debe su nombre a su ubicación cercana a la Porte de Versailles, antiguo acceso situado en el Muro de Thiers, última fortificación construida alrededor de París para proteger la ciudad. Da también acceso al Parc des Expositions de la ciudad.

## Descripción
La estación, antiguo terminal, tiene una estructura un tanto particular fruto de las obras de ampliación de la línea en 1930. La estación se compone de tres vías, un andén central y dos medias estaciones que solo dan acceso a una vía dependiendo del sentido de la marcha. 

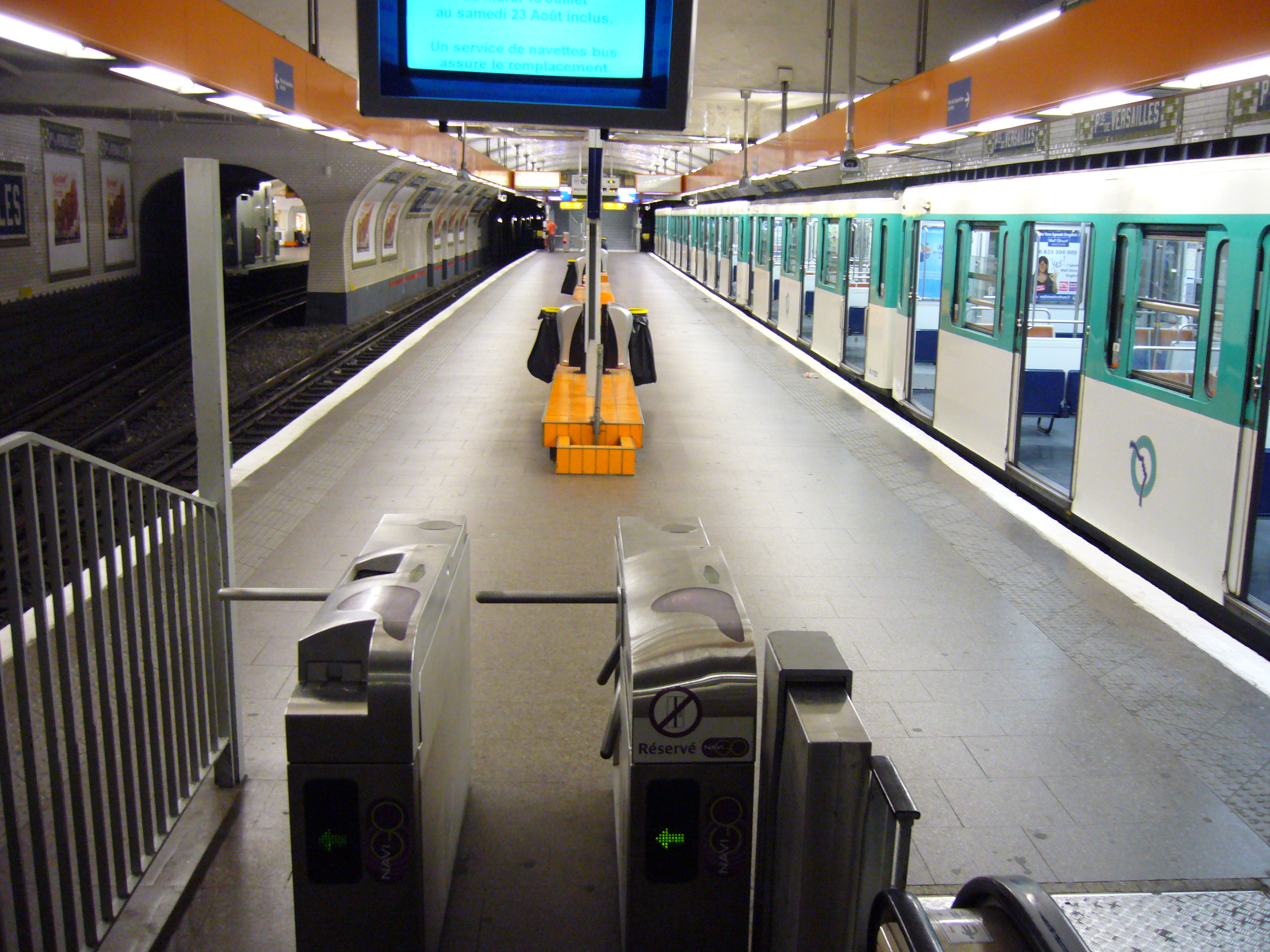
El andén central. A la izquierda una de las media estaciones.

Las dos medias estaciones están diseñadas en bóveda mientras que la estructura central emplea paredes rectas y un techo plano que recorren diversas vigas. Recubierta de azulejos blancos biselados conserva la decoración típica de la compañía Nord-Sud con lo marcos publicitarios rodeados de azulejos verdes y la señalización realizadas combinando azulejos azules, verdes y blanco. Las siglas NS entrelazadas de la compañía se pueden observar en varios puntos.